# Hits Alive
| Recensione | Giudizio |
| ---------- | -------- |
| AllMusic   | [ 2 ]    |

Hits Alive è la prima compilation ufficiale del cantautore statunitense Brad Paisley, pubblicato il 1º novembre 2010 dalla Arista Nashville. Quest'album contiene 2 CD: il primo contiene le versioni di studio dei suoi più grandi successi, il secondo quelle live.
Il disco ha riscosso un discreto successo negli Stati Uniti, le cui vendite ammontano a 235 881 copie.

## Tracce

### CD 1
1. Mud on the Tires – 3:28
2. Ticks – 4:33
3. Anything Like Me – 4:30
4. The World – 4:01
5. Little Moments – 3:39
6. When I Get Where I'm Going – 4:08
7. Celebrity – 3:43
8. Then – 4:22
9. I'm Still a Guy – 4:11
10. He Didn't Have to Be – 4:42
11. Alcohol – 4:52
12. Whiskey Lullaby – 4:19
13. We Danced – 3:45
14. Online – 4:50

### CD 2
1. Water – 4:58
2. American Saturday Night – 4:40
3. Waitin' on a Woman – 5:38
4. I'm Gonna Miss Her – 3:48
5. Mud on the Tires – 4:24
6. She's Everything – 6:51
7. Time Warp – 4:38 – Strumentale
8. Letter to Me – 6:31
9. Then – 6:22
10. Alcohol – 6:25
11. Online – 0:51